# Det arabiske talsystem
| European (descended from the West Arabic) | 0 | 1 | 2 | 3 | 4 | 5 | 6 | 7 | 8 | 9 |
| Arabic-Indic                              | ٠ | ١ | ٢ | ٣ | ٤ | ٥ | ٦ | ٧ | ٨ | ٩ |
| Eastern Arabic-Indic (Persian and Urdu)   | ۰ | ۱ | ۲ | ۳ | ۴ | ۵ | ۶ | ۷ | ۸ | ۹ |
| Devanagari (Hindi)                        | ० | १ | २ | ३ | ४ | ५ | ६ | ७ | ८ | ९ |
| Tamil                                     |   | ௧ | ௨ | ௩ | ௪ | ௫ | ௬ | ௭ | ௮ | ௯ |

Det indisk-arabiske talsystem, arabiske talsystem eller titalssystemet er verdens mest udbredte talsystem. Det er opfundet af indere, 
formidlet til Vesten af araberne og i dag brugt vidt omkring i verden, herunder også i Kina med en speciel udformning af de kinesiske tal. Det enestående ved indernes system er opfindelsen af tegnet nul, "0", der gør det muligt at nedskrive, at en talklasse (enere, tiere, hundreder...) er tom. Erkendelsen af det tomme balancepunkt midt mellem de positive tal og de negative forudsætter en verdensforståelse, der rummer tomheden som element. I de mellemøstlige og vestlige kulturer blev verden set dualistisk, dvs. i enten godt eller ondt (+ eller ÷).
Titalssystemet som mundligt tællesystem er dog meget ældre end det nedskrevne system. Så vidt man kan se, har det været med de indoeuropæisk-talende folk, som udvandrede fra egnene ved Sortehavet. I hvert fald er talordene, hvor man tæller på fingrene, fælles for alle disse sprog, og systemet efter ti-tallet er overalt bygget på et titalsmodul – undtagen i Nordvesteuropa, hvor vi talte tæerne med. De keltisktalende folk, franskmændene og danskerne tæller stadigvæk i et tyvetalsmodul. Således bliver 50 = "halv-tredje-sinde-tyve" = "halvejs til det tredje gange tyve", 60 = tres = tre snese osv.
Man formoder, at det skyldes et ikke-indoeuropæisk befolkningsunderlag, som var stærkt nok til at påvirke indvandrerne. Dette "substrat", som det kaldes, har i øvrigt gjort, at de germanske sprog er fyldt med ord, som ikke kan spores tilbage til det oprindelige, fælles indoeuropæiske sprog.
Dog skal det bemærkes at mayaindianerne var før europæerne i anvendelse af nul som ciffer i et positionstalsystem. 

Babylonierne var dog endnu tidligere.